# Langballig
Langballig település Németországban, Schleswig-Holstein tartományban. Lakosainak száma 1591 fő (2023. december 31.). Langballig Husby, Dollerup és Grundhof községekkel határos.

## Fekvése
Glücksburg (Ostsee)-től keletre fekvő település.

## Története
A település nevét 1450-ben említették először Langballech, Langballe néven..

## Galéria

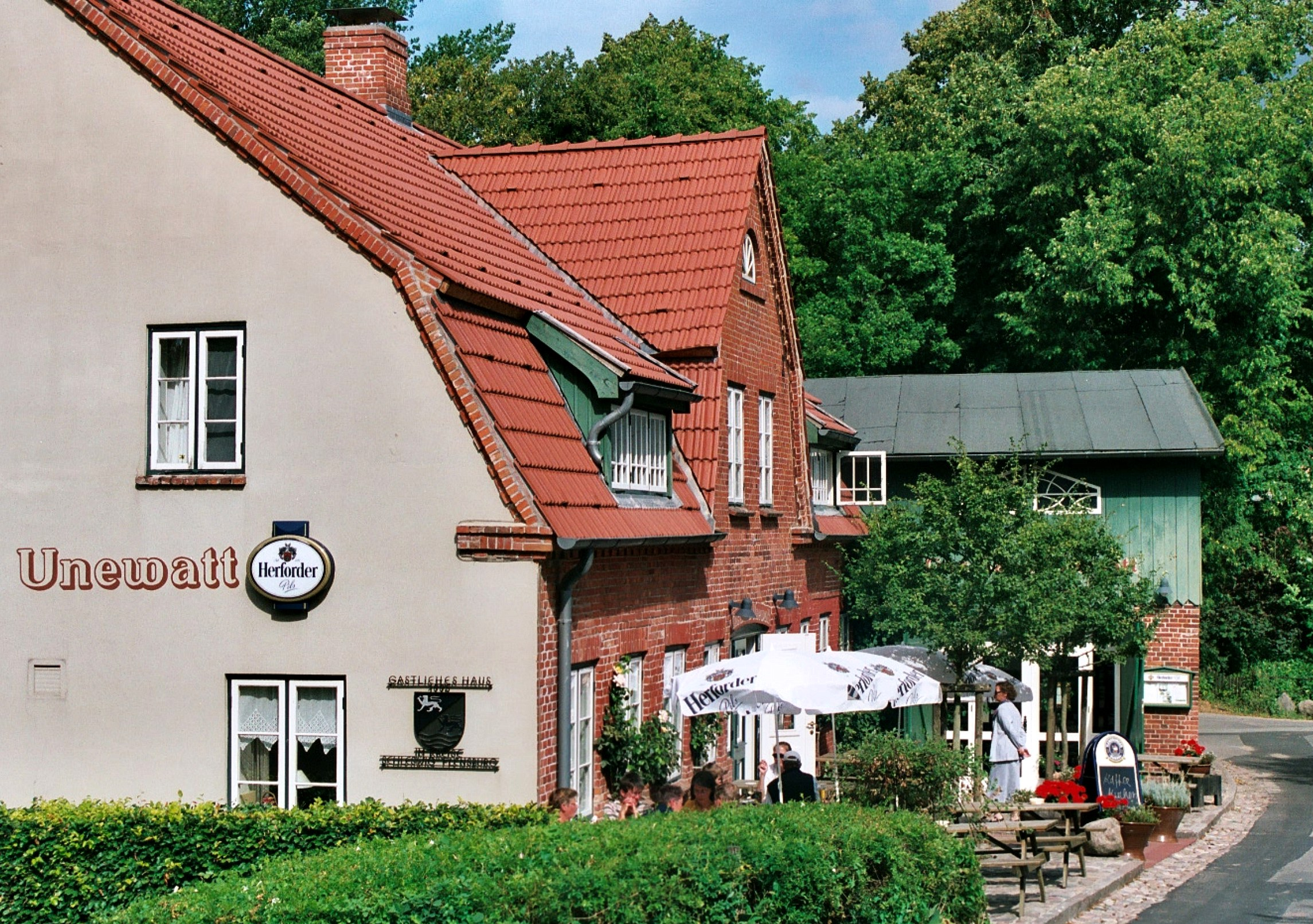
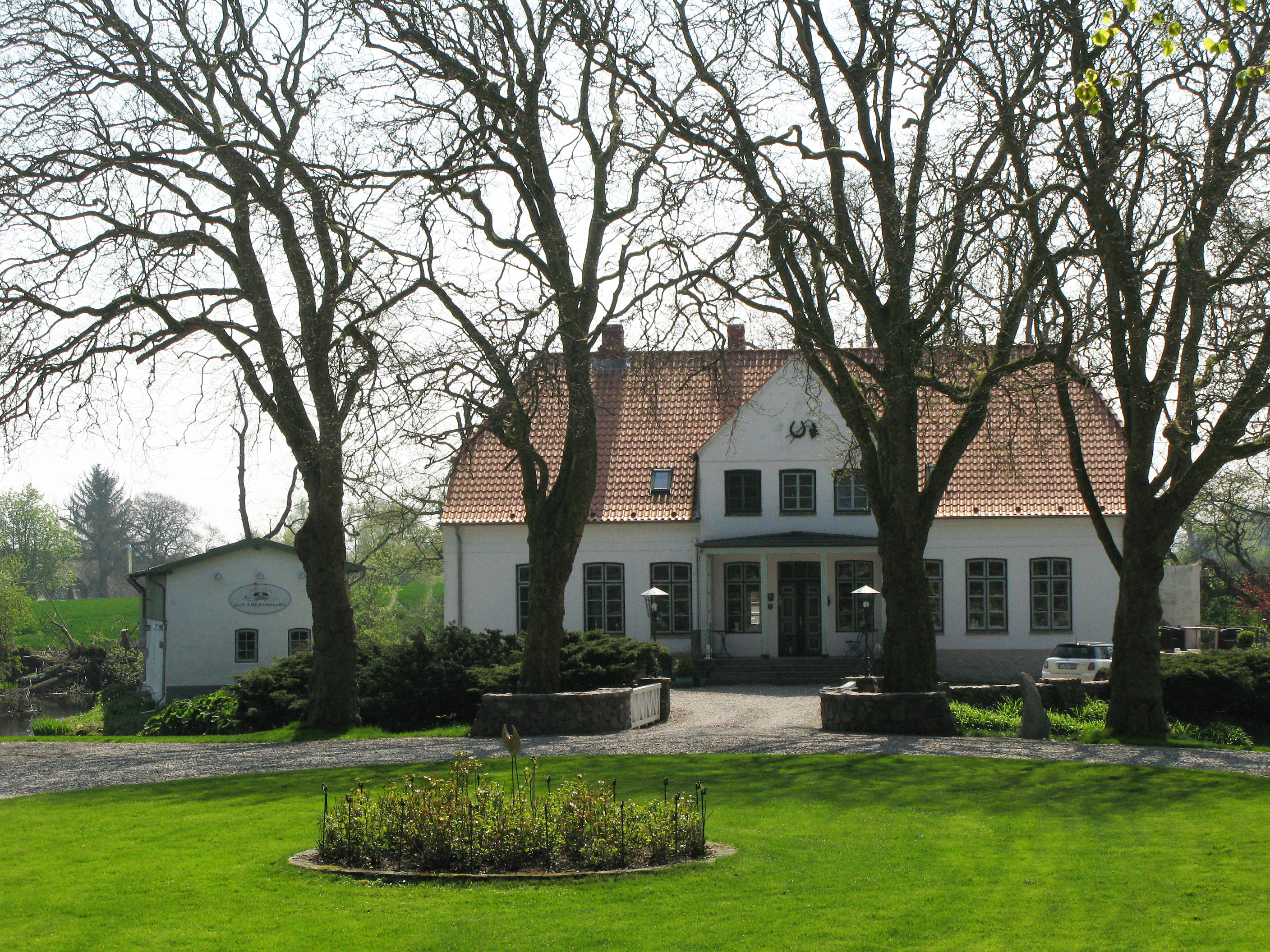
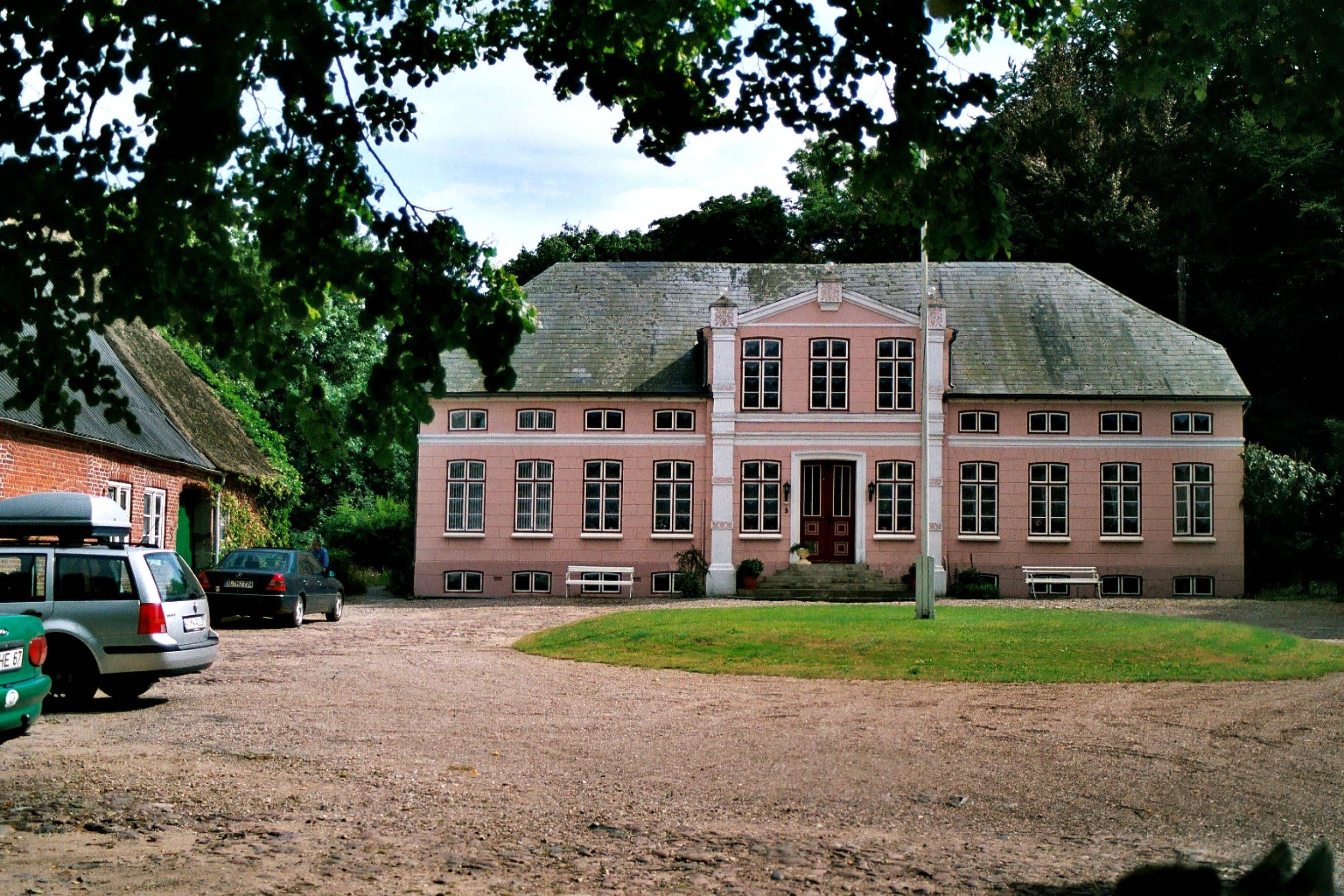
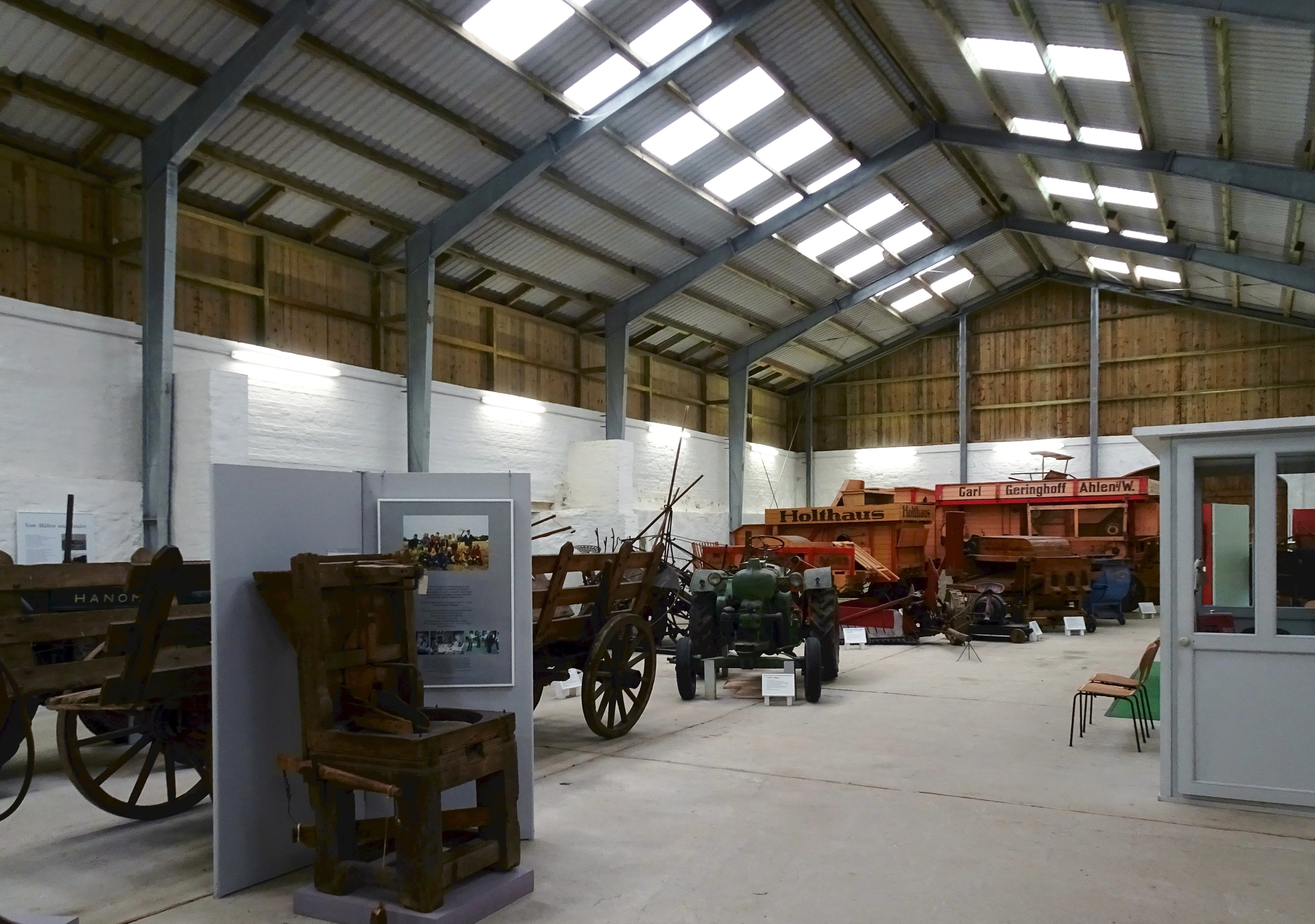
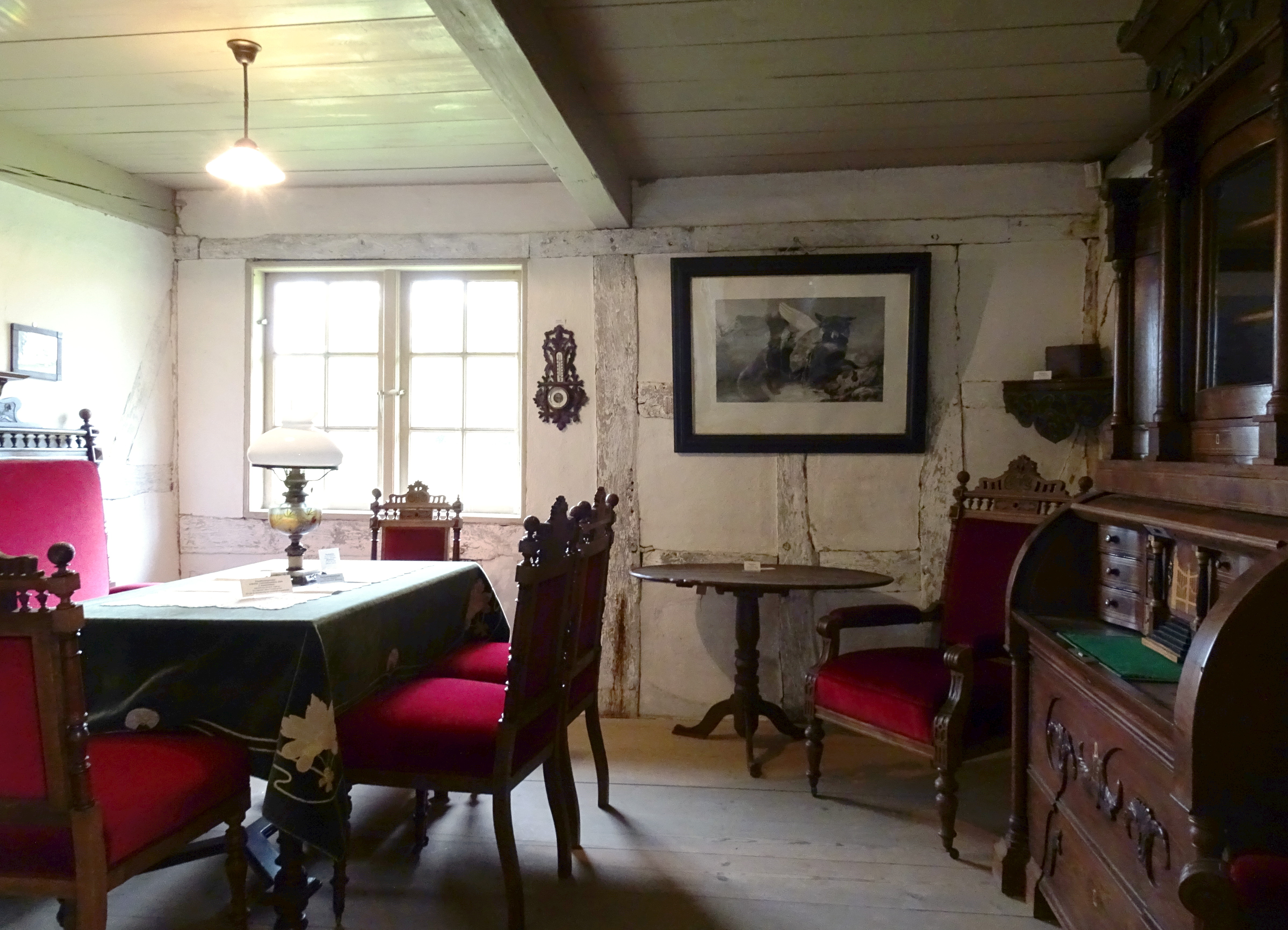
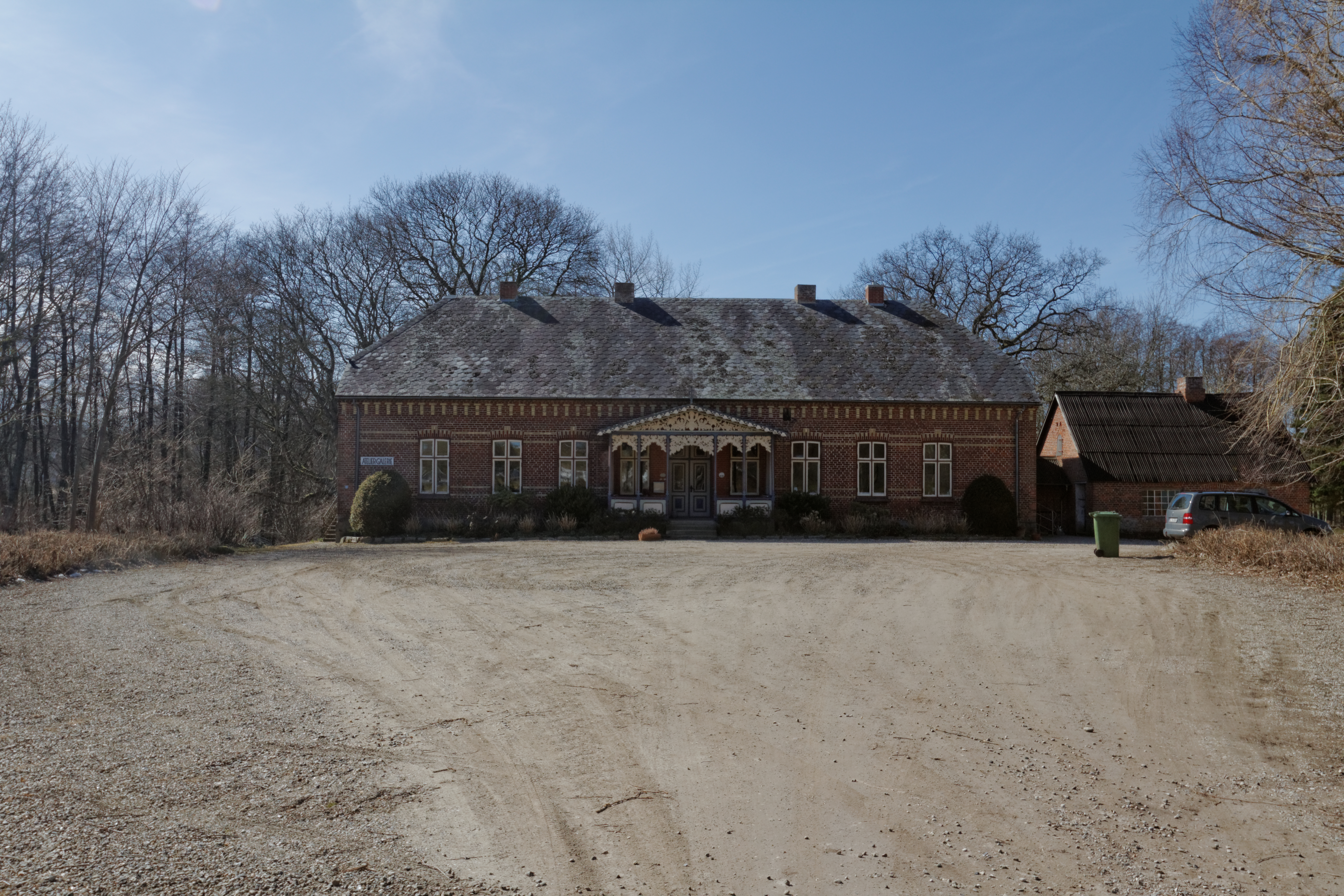
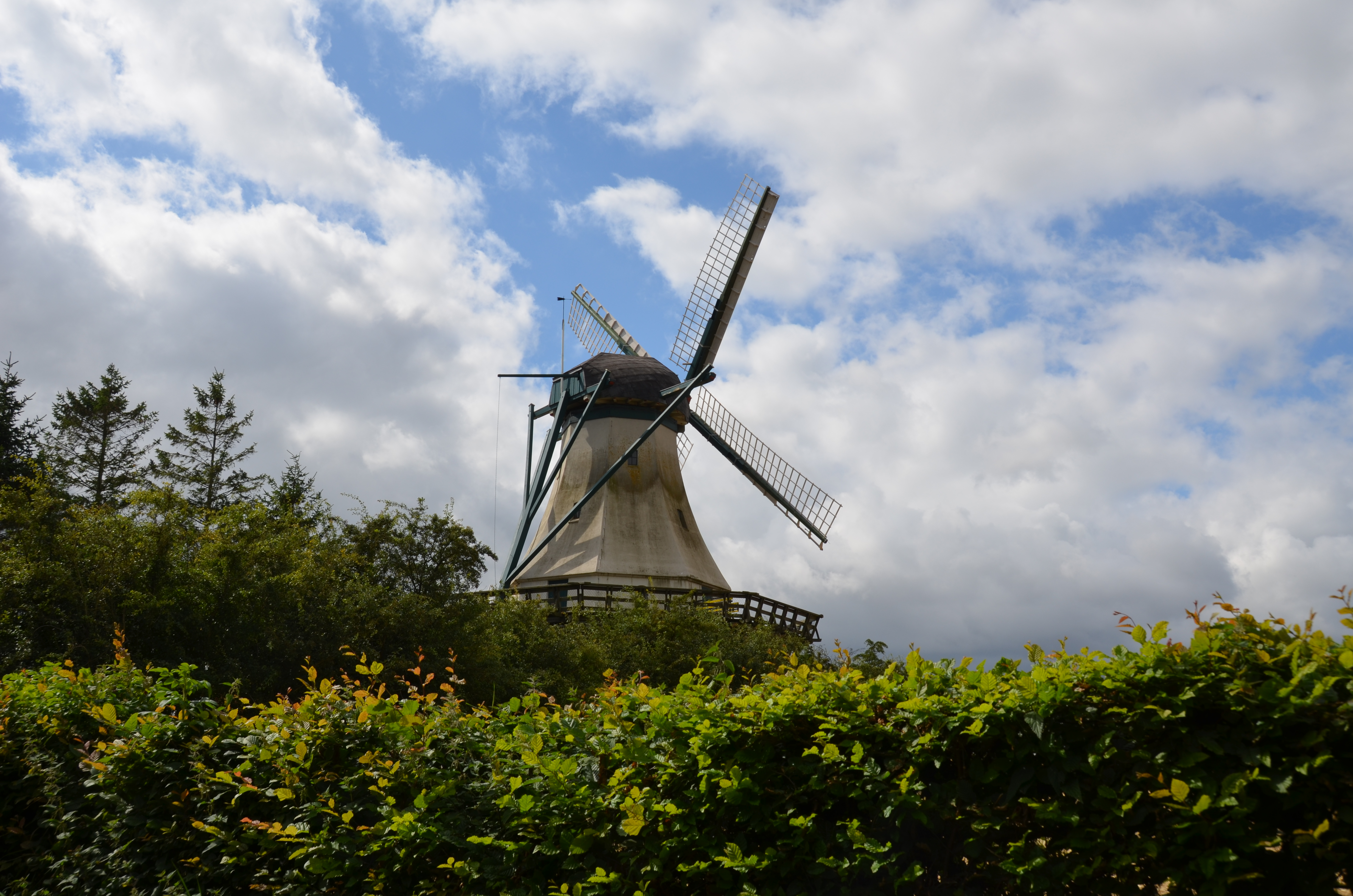
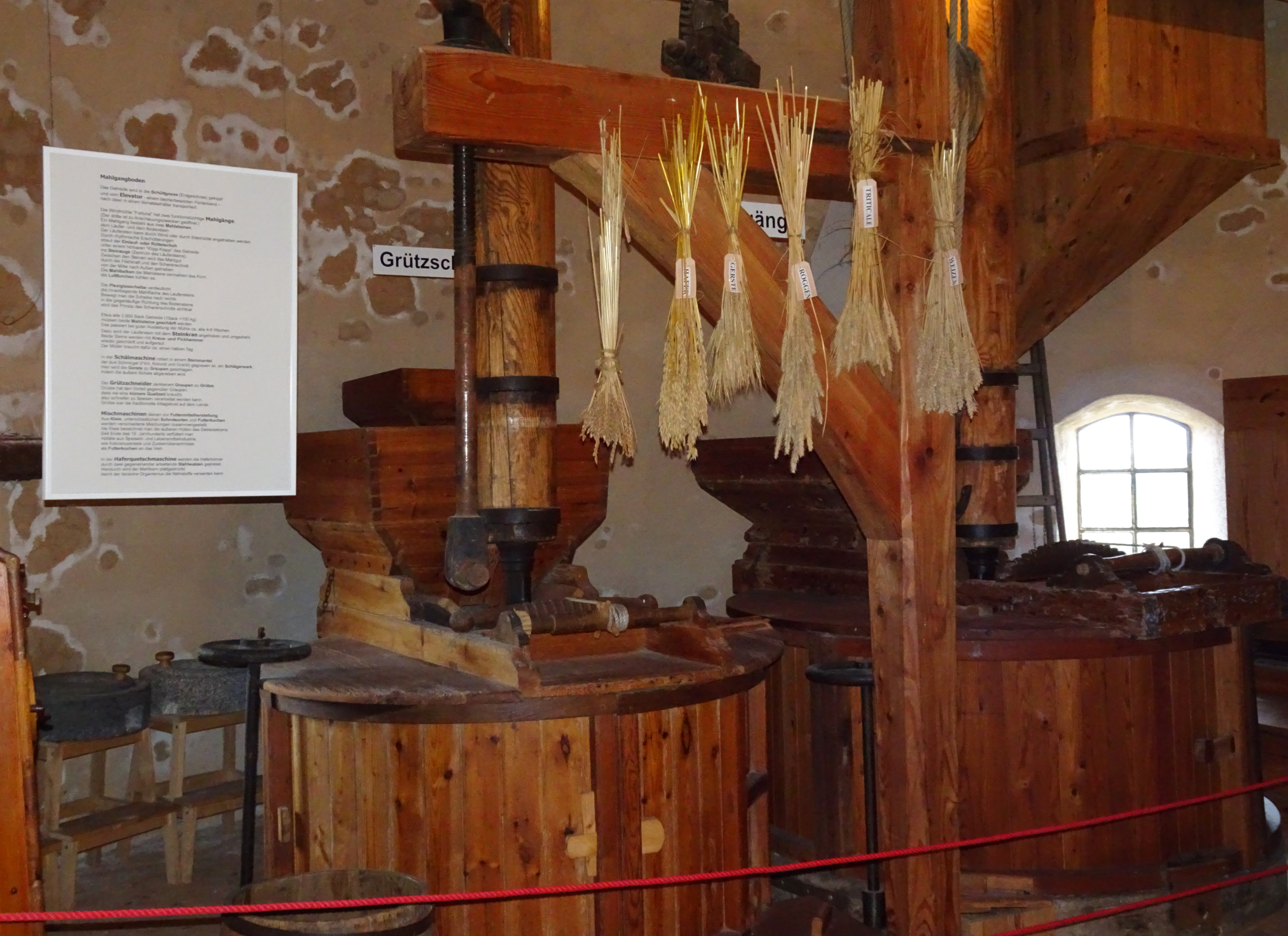
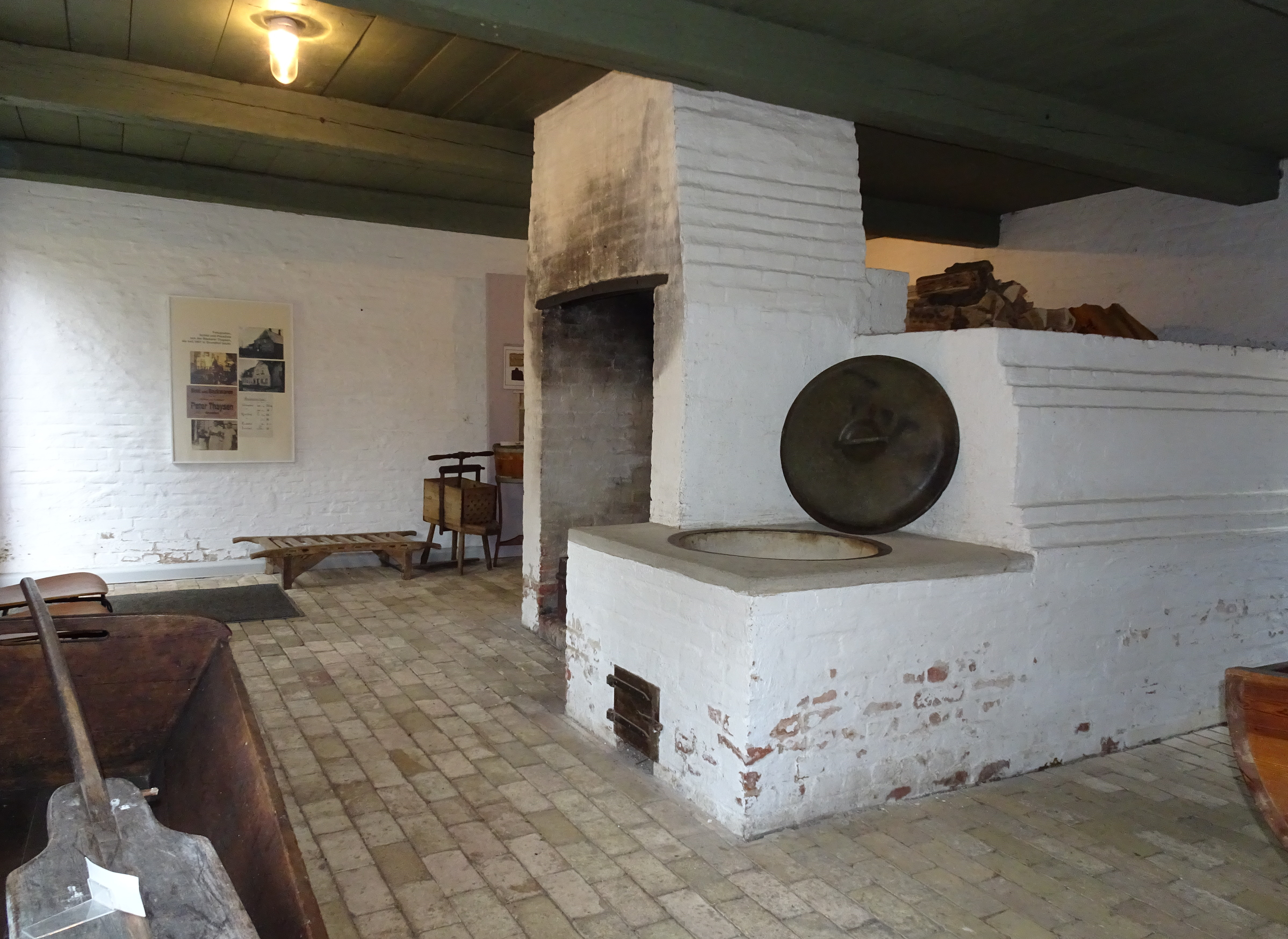
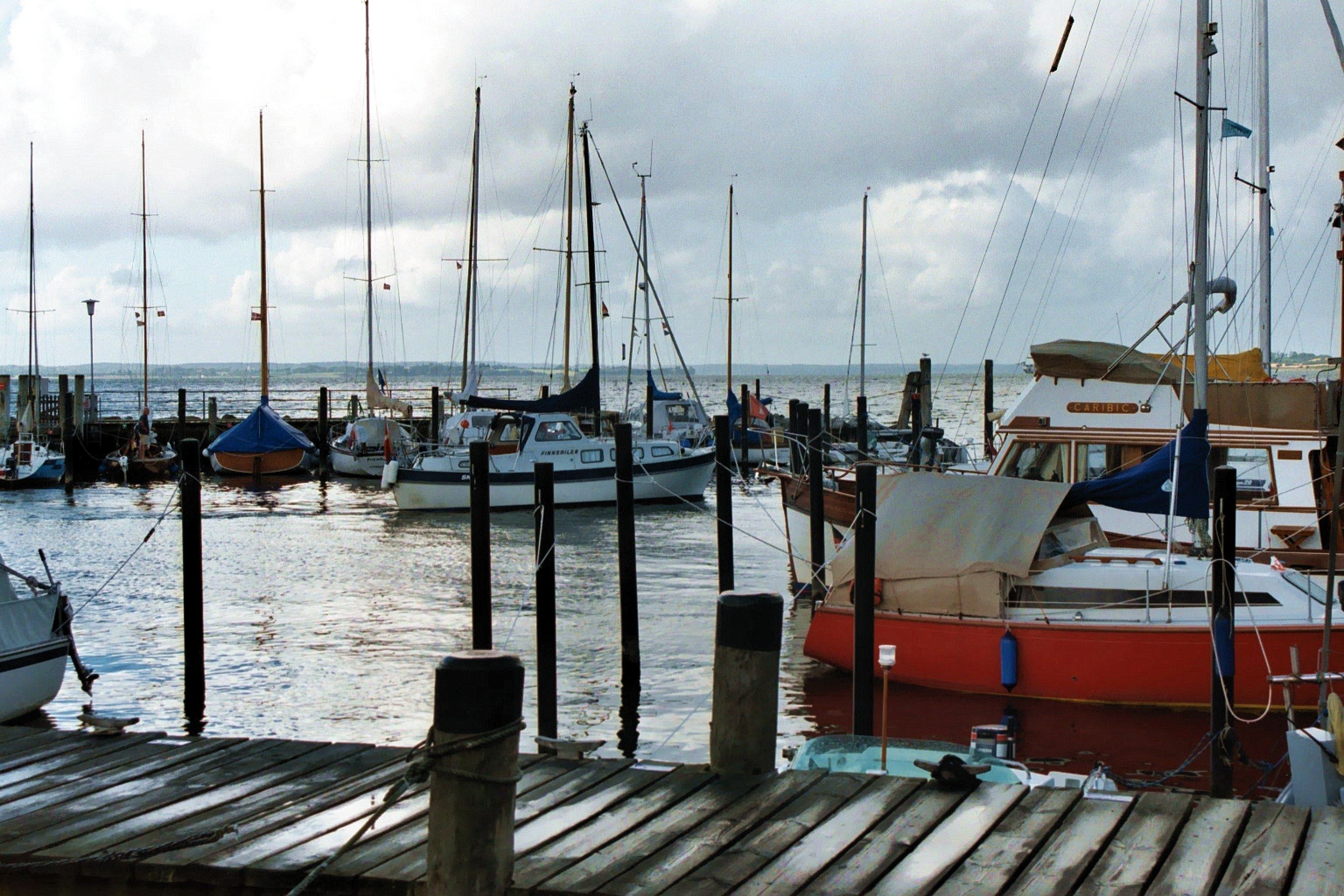
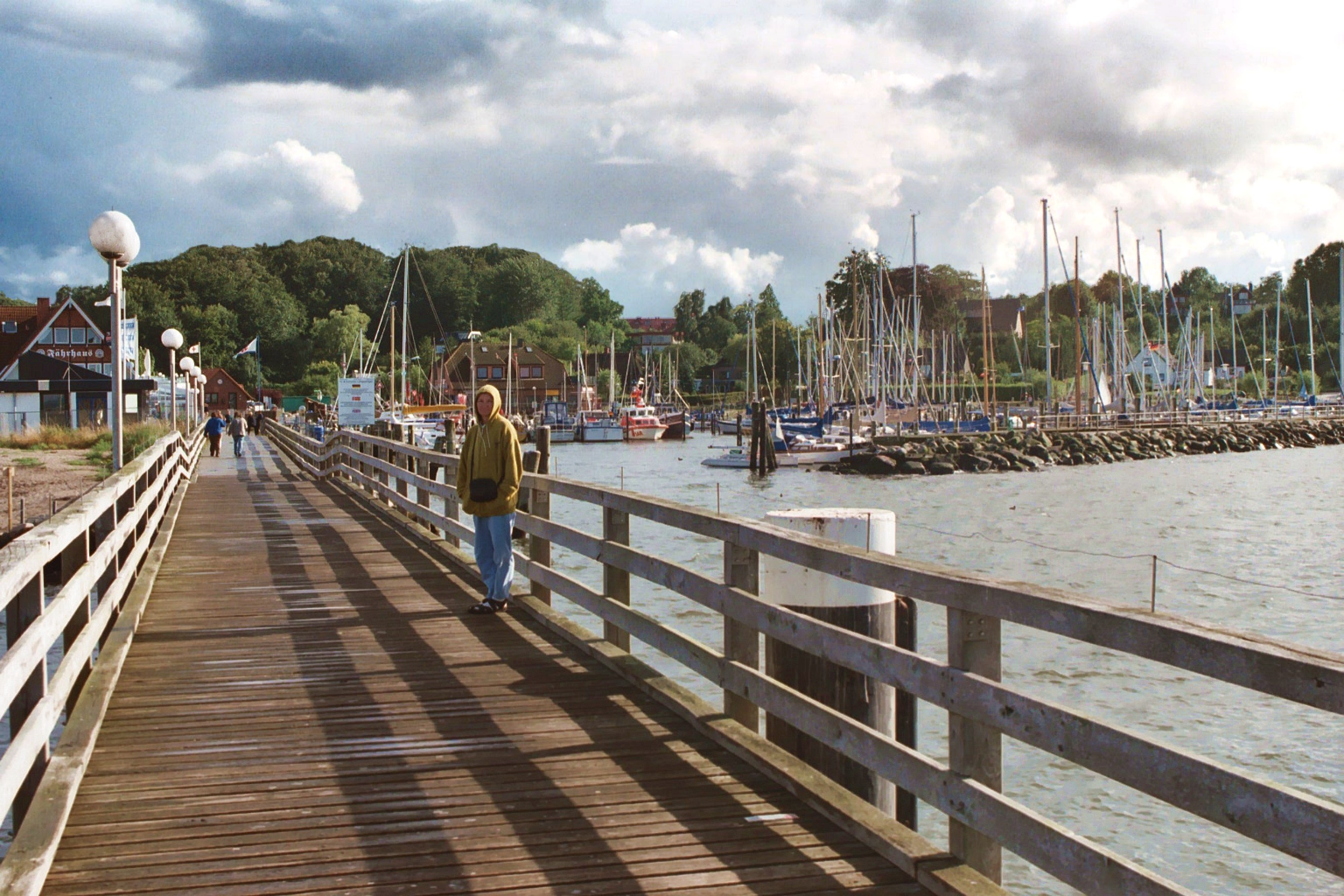
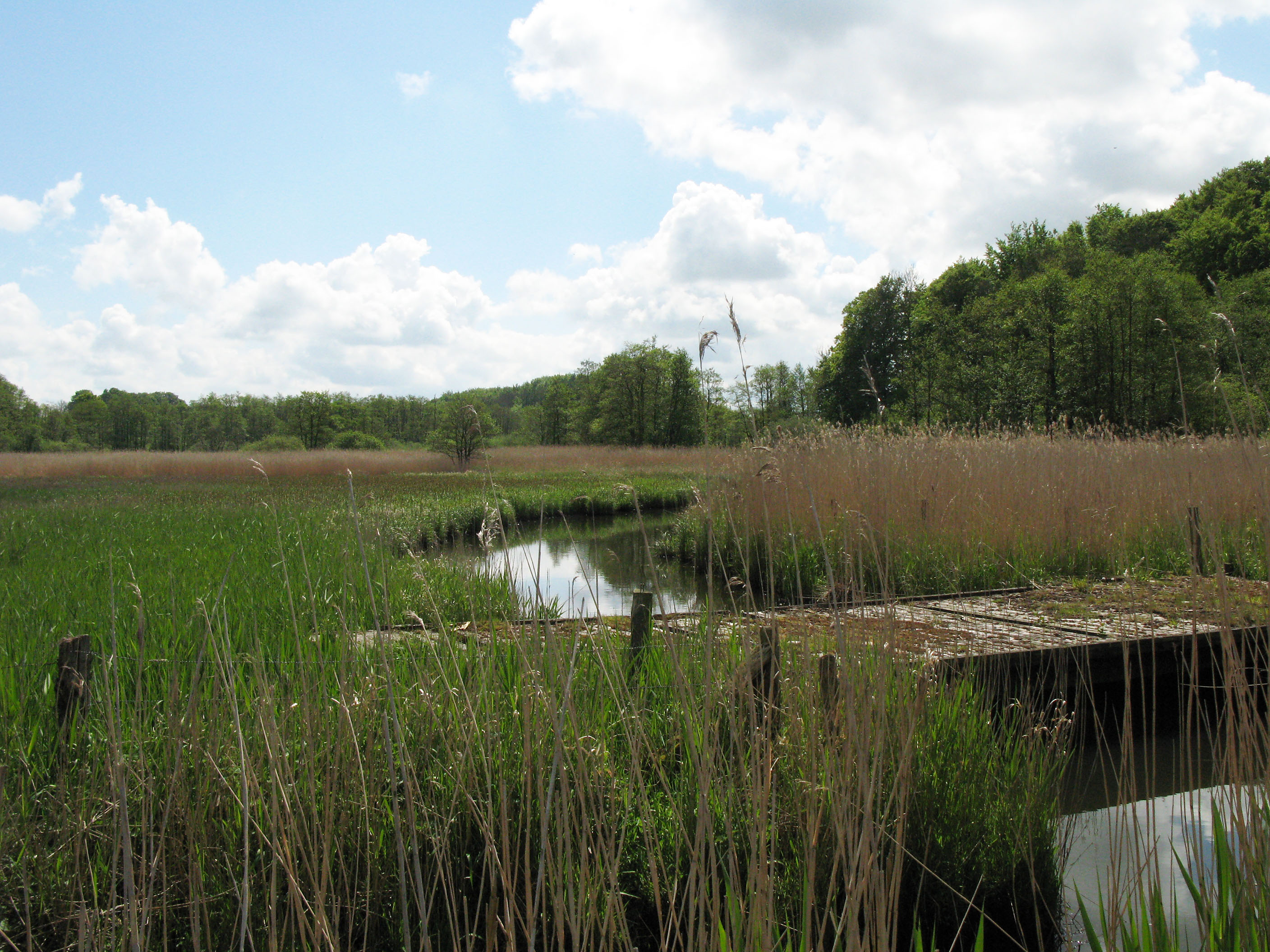

## Népesség
A település népességének változása:
| Lakosok száma | 994  | 1529 | 1523 | 1597 | 1614 | 1591 |
|               | 1975 | 2017 | 2019 | 2021 | 2022 | 2023 |